# Orde d'Adolf de Nassau
L'Orde d'Adolf de Nassau (en francès: Ordre d'Adolphe de Nassau; en alemany: Militär- und Zivildienst-Orden Adolphs von Nassau) va ser fundat originàriament com un orde de cavalleria del Ducat de Nassau per Adolf de Luxemburg el 1858 en honor del seu homònim i avantpassat, Adolf, comte de Nassau, l'únic membre de la Casa de Nassau en haver estat nomenat rei de Germània i rei dels Romans. Després que el ducat de Nassau va ser annexat per Prússia el 1866 i es va convertir Adolf en Gran Duc de Luxemburg el 1890, va reviure l'orde com un orde de mèrit del Gran Ducat de Luxemburg. El premi reconeix aquelles persones que han realitzat accions meritòries o fets heroics en nom de Luxemburg.

## Graus
Actualment consta de 8 graus, amb dues creus i tres medalles.: 
- Gran Creu
- Gran Oficial
- Comandant de la Corona
- Comandant / Creu d'Honor per a senyores
- Oficial de la Corona
- Oficial
- Cavaller de la Corona
- Cavaller.

### Insígnies

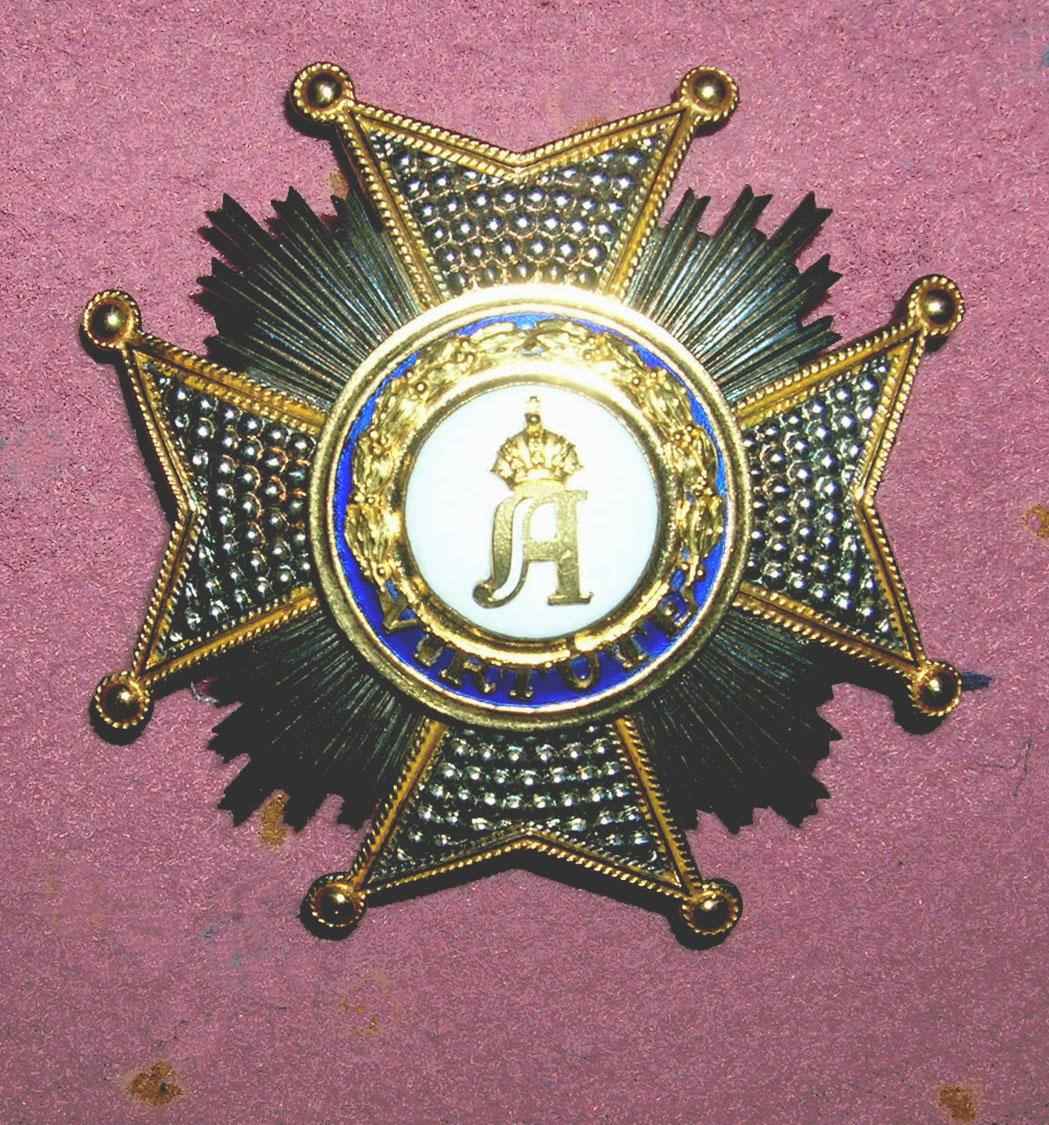
Placa de Gran Oficial de l'Orde d'Adolf de Nassau

- La insígnia de l'orde és una creu d'or, esmaltada en blanc i amb vuit puntes, cadascuna dels quals acaba en una perla d'or. El disc central de la part frontal porta la lletra de l'or "A" en escriptura gòtica coronada per una corona imperial. El conjunt està envoltat per una corona de llorer sobre un fons blau esmaltat on es troba el lema «virtute» inscrit en lletres d'or. A l'altre costat té les inscripcions també en lletres d'or sobre fons blanc esmaltat «1292» (any que Adolf I d'Alemanya va ser coronat com a rei dels Romans]) i «1858» (any de la creació de l'orde per Adolf de Luxemburg, La «divisió militar» mostra dues espases creuades addicionals en el medalló central. Les classes «de la corona» tenen una corona d'or connectat per damunt de la placa.
- La placa de la divisió civil de l'Orde és -per a la Gran Creu- una estrellade plata amb facetes de vuit puntes, o -per a Gran Oficial- una plata amb facetes i la Creu de Malta amb els raigs de plata entre els braços. El disc central és el mateix que a la insígnia. La placa de la divisió militar mostra dues espases creuades addicionals sota el medalló central, amb empunyadures d'or i fulles de plata, i la corresponent insígnia mostra dues espases creuades en or.
- La creu té la mateixa forma però no està esmaltada, i està realitzada d'or llis o plata.
- La medalla té forma rotunda, feta d'or, plata o bronze, i amb el retrat d'Adolf, duc de Nassau representat en ella.
- La cinta de l'orde és blava moaré amb una petita franja ataronjada a cada vora.

| Cintes               | Cintes       | Cintes                 | Cintes                                 |
| -------------------- | ------------ | ---------------------- | -------------------------------------- |
| Gran Creu            | Gran Oficial | Comandant de la Corona | Comandat / Creu d'Honor per a senyores |
| Oficial de la Corona | Oficial      | Cavaller de la Corona  | Cavaller                               |

## Receptors (selecció)
- François Altwies
- Gaston Barbanson
- Stéphane Bern
- Roland Bombardella
- Winston Churchill
- Nicolas Cito
- Pierre Even
- Luc Frieden
- Joseph Gredt
- Emile Krieps
- Guy Lenz
- Aloyse Meyer
- Ernest Mühlen
- Guido Oppenheim
- Lydie Polfer
- Gaston Reinig
- Nico Ries
- Hubert Schumacher
- Jules Vannérus